# Пелино, Георгий Петрович
Георгий (Юрий) Петрович Пелино (1820—?) — российский государственный деятель, тайный советник. Тобольский губернатор.

## Биография
Родился в 1820 году. После окончания Харьковского университета служил в Херсонской гимназии учителем
русской грамматики и географии. В 1845 году из Министерства народного просвещения перешёл в МВД.
С 1845 года служил старшим чиновником для особых поручений при Таврическом губернаторе, окружным начальником в Перекопском и Симферопольском округах. В 1851 году был назначен непременным членом общего присутствия Таврической губернской строительной и дорожной комиссии.
В 1861 году был назначен управляющим I Отделения Главного управления Западной Сибири и определен членом Совета Главного управления Западной Сибири от Министерства финансов. В 1862 году назначен  директором Омского попечительного комитета о тюрьмах. С 1865 года  назначен был председателем следственной комиссии по секретному делу «об открытии виновных в составлении и распространении возмутительных идей в Сибири», так называемое «дело областников». По завершении следствия в апреле 1866 года был командирован в Санкт-Петербург и привлечён к работе Особой комиссии при III Отделении Собственной Его Императорского Величества канцелярии.
В 1869 году Г. П. Пелино был назначен Акмолинским вице-губернатором. В 1871 году назначен  главным инспектором училищ Западной Сибири. С 1874 года по 1878 годы  Г. П. Пелино был назначен Тобольским губернатором.